# Jagodnik (Basses-Carpates)
Pour les articles homonymes, voir Jagodnik.
Jagodnik est une localité polonaise de la gmina de Cmolas, située dans le powiat de Kolbuszowa en voïvodie des Basses-Carpates.